# Маргарита Шарлотта де Люксембург-Линьи
Маргарита Шарлотта де Люксембург-Линьи (фр. Marguerite Charlotte de Luxembourg-Ligny; 19 января 1607—26 ноября 1680) — герцогиня де Пине-Люксембург, графиня де Линьи. Последняя представительница династии Люксембургов (её французской ветви Люксембург-Линьи).

## Биография
Старшая дочь Генриха, герцога де Пине-Люксембург (1582—1616), последнего мужского представителя династии Люксембургов, и Мадлен де Монморанси (1582—1615), внучки коннетабля Анна де Монморанси. Герцог Генрих не имел сыновей, и после его смерти в 1616 году девятилетняя Маргарита унаследовала его титулы. Юная аристократка была желанной невестой, и вскоре фаворит Людовика XIII, Шарль де Люинь, устроил брак Маргариты со своим младшим братом Леоном д’Альбер, который принял титул герцога Люксембург-Пине. В 1630 году Леон скончался и титул перешёл к новорожденному сыну Маргариты и Леона Генриху д’Альбер (1630—1697).
Овдовев, Маргарита вступила во второй брак с Карлом-Анри де Клермон-Тоннером (ок. 1607—1674). В этом браке родилась дочь Мадлен (1635—1701). Это замужество герцогини было явно браком по любви, так как после него она утратила свой титул, положение и привилегии. Супруги почти постоянно жили в Линьи.
В 1661 году влиятельная родственница Маргариты, Шарлотта Маргарита де Монморанси, мать Великого Конде, организовала свадьбу дочери Маргариты, Мадлен, и своего воспитанника Франсуа Анри де Монморанси, графа де Бутвиль (1628—1695). Поскольку Генрих д’Альбер оказался слабоумным и находился под опекой семьи, родители невесты отказались от прав на герцогский титул в пользу жениха при условии, что он и его потомки соединят с фамилией и гербом Монморанси фамилию и герб дома Люксембургов.